# Vorwald (Schmallenberg)
Vorwald ist ein Ortsteil der Stadt Schmallenberg in Nordrhein-Westfalen. Seine 16 Einwohner leben hauptsächlich vom Fremdenverkehr.

## Geographie

### Lage
Der kleine Ort liegt acht Kilometer östlich der Kernstadt Schmallenberg an der B 236. Durch Vorwald fließen die Bäche Kleiner und Großer Bellmecke. Sie münden in den Bach Waldsiepen. 

### Nachbarorte
Angrenzende Orte sind Oberkirchen und Hoheleye.

## Geschichte
Das Gut Vorwald wurde 1590 unter dem Namen „Walthaus“ erstmals urkundlich genannt. 1797 errichtete man nach zwei Bränden das heute noch stehende Stammhaus. Im Jahr 1895 wohnten 27 Einwohner, nach der Eintragung des Handels- und Gewerbeadressbuches der Provinz Westfalen, in dem Ort Vorwald. Im Rahmen der kommunalen Neugliederung erfolgte am 1. Januar 1975 die Eingliederung der Gemeinde Oberkirchen mit Vorwald in die neue Stadt Schmallenberg.

## Bildergalerie

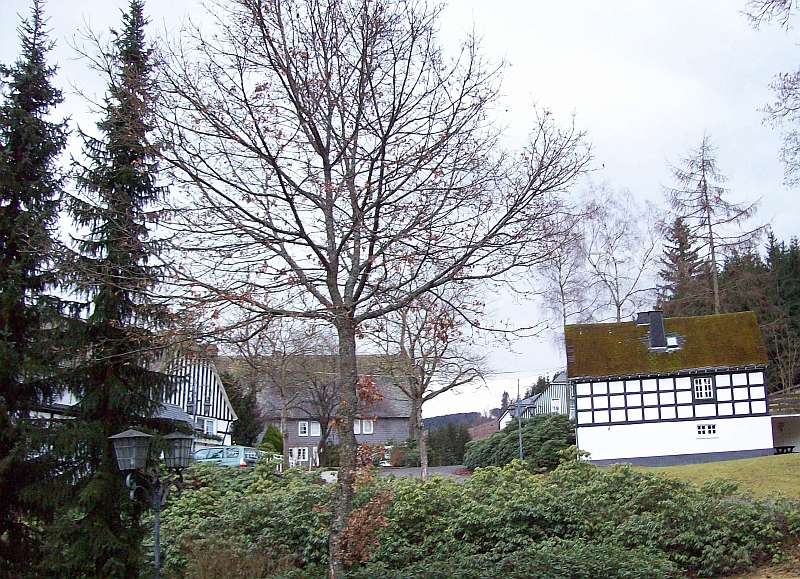
Ortsmitte
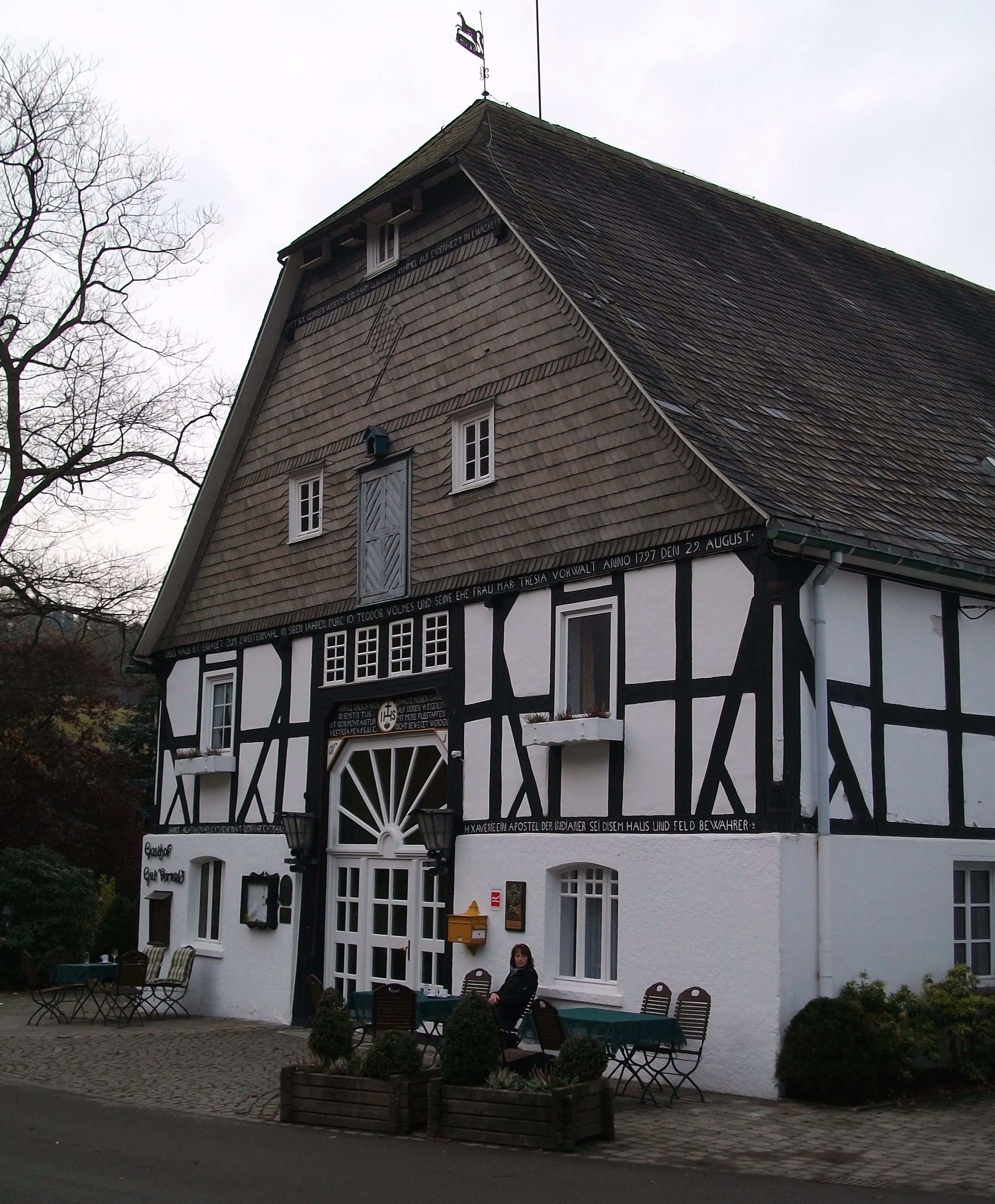
Haus in Vorwald
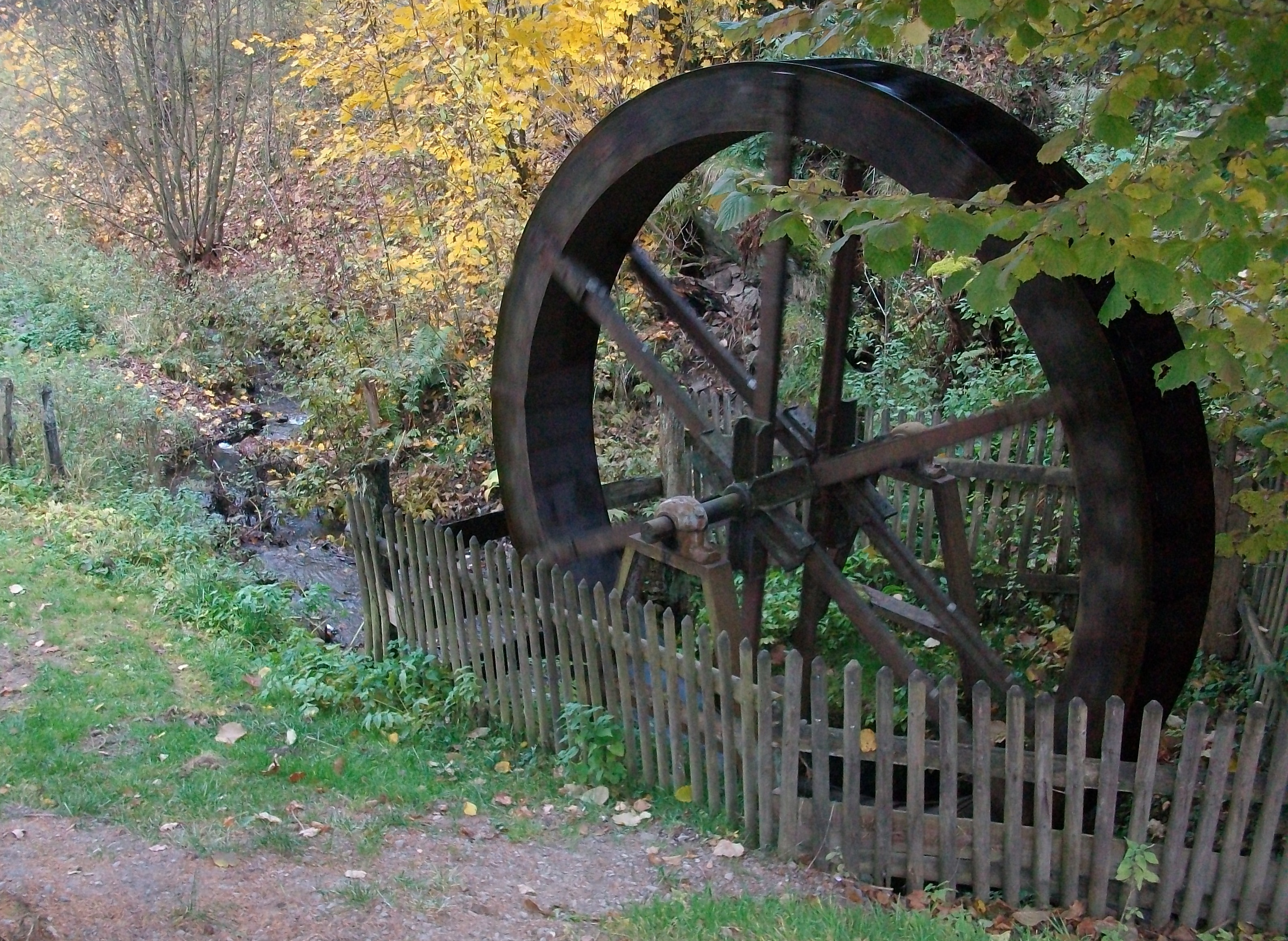
Wasserrad an der Großen Bellmecke in Vorwald
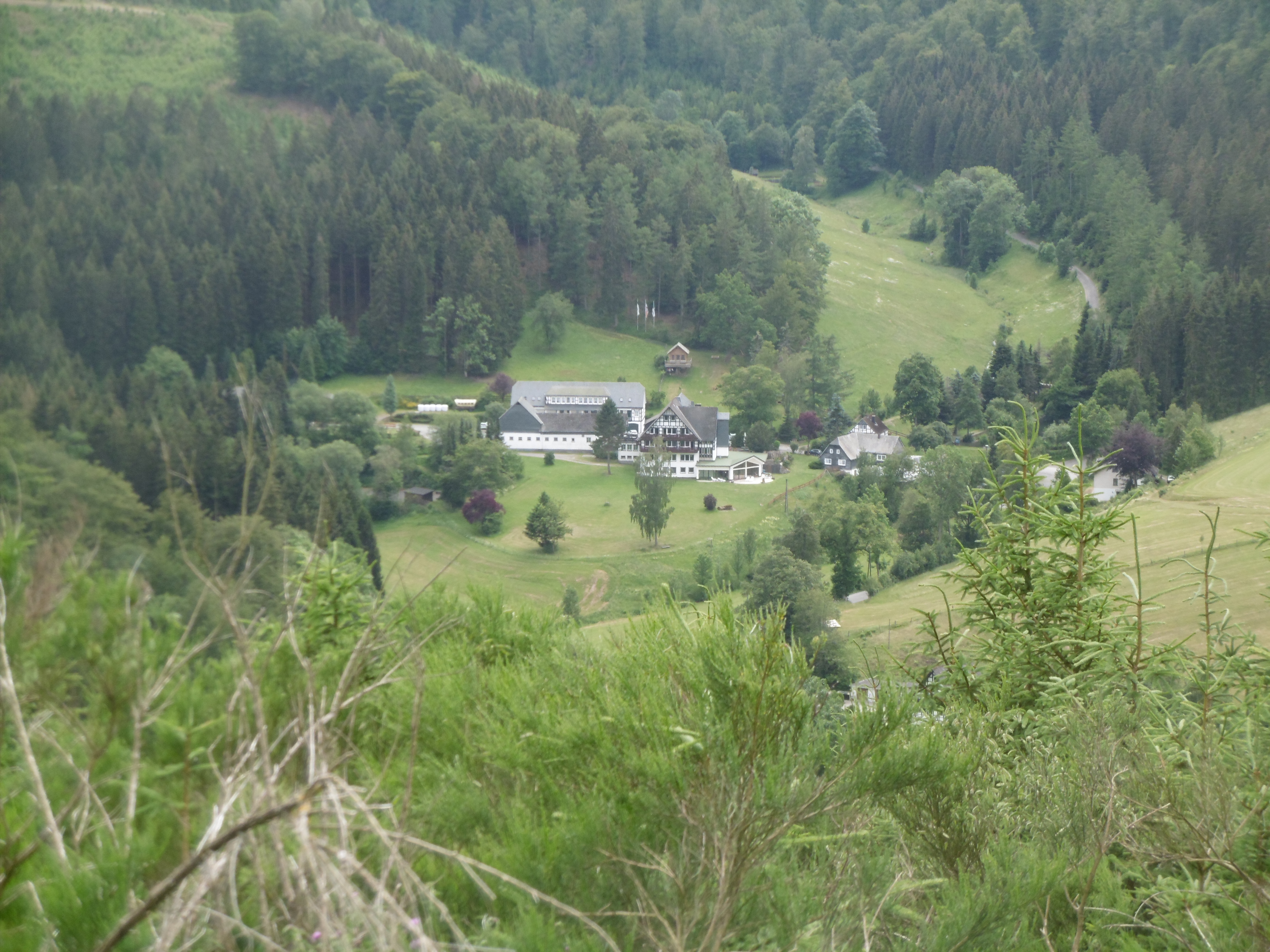
Hotel Gut Vorwald